# Сцена після титрів
Сцена після титрів (зазвичай відома як «англ. stinger, кириліз.: стінґер» або «credit cookie») або сцена в середині титрів — це короткий ролик, який з’являється після завершення всіх або деяких титрів, а іноді після логотипу виробництва фільму, телесеріалу, або відеогри. Зазвичай вона демонструється, щоб винагородити авдиторію через перегляд титрів; це може бути сцена, написана для гумору або для тизеру сиквелу.

## Історія
Сцени після титрів можуть брати свій початок із виступу на біс, додаткового виступу, який додається в кінці постановочних шоу у відповідь на оплески глядачів. Виклики на біс у опері були звичайною практикою в 19 столітті, але в 1920-х роках вони втратили популярність через те, що наголос ставився на драматичну оповідь, а не на вокальне виконання.
Першим загальнопрокатним фільмом, який містить сцену після титрів, є «Глушителі», випущений у березні 1966 року. Сцена зображує головного героя Метта Гелма (його грає Дін Мартін), який лежить без сорочки на дивані, що обертається, разом із 10 жінками в бідному одягу. Він цілує двох жінок, перш ніж потерти обличчя й пробурмотіти: «Боже мій». Під час сцени текстові накладки читають «Далі буде» та «Метт Хелм зустрічає Любі Кравезіт».
У 1979 році у фільмі «Маппет-фільм» використовується пристрій кадрування, за допомогою якого герої самі спостерігають за розгортанням фільму в кінотеатрі. Під час титрів маппети встають зі своїх місць, розмовляють один з одним і жартують (таким чином спонукаючи реальну аудиторію залишатися поряд і дивитися, що буде далі). У останній момент після титрів Тварина кричить глядачам: «ІДИ ДОДОМУ!» перед тим як зітхнути "бу-бай" і втратити свідомість від втоми.
Використання таких сцен набуло популярності протягом 1980-х років у кінці комедійних фільмів. У 1980 році Літак! закінчився зворотним дзвінком покинутому пасажиру таксі, який не був основним персонажем. Розширене застосування продовжилось у 1985 році з «Молодим Шерлоком Голмсом» та серпні 1987 року у «Володарях Усесвіту» Голова Скелетора виринає з води на дні ями, кажучи «Я повернуся!». У фільмі про Маппетів також почалася тенденція використання таких сцен для руйнування четвертої стіни, навіть якщо більша частина решти фільму залишилася недоторканою. Сцени часто використовувалися як форма метафікції, коли персонажі усвідомлювали, що вони в кінці фільму, і іноді прямо казали глядачам покинути кінотеатр. Фільми, в яких використовується ця техніка, включають «Вихідний день» Ферріса Буллера (у якому головний герой часто ламав четверту стіну під час фільму) і музичний ремейк «Продюсери». Сцена після титрів в останньому фільмі також включає епізодичну появу сценариста продюсерів Мела Брукса.
Сцени після титрів також з'явилися в довгостроковому телевізійному шоу Mystery Science Theatre 3000, представленому в епізоді 1990 року Rocket Attack USA, яке продовжувалося до кінця серіалу. За кількома винятками, вони виділяли моменти з фільмів, які або були особливо безглуздими, або просто привернули увагу сценаристів.

## Приклади сучасного кіно
Стінґери, яким не вистачало метафікційних аспектів, також набули популярності у 1980-х роках, хоча їх все ще в основному використовували для комедійних фільмів. Сцени після титрів стали корисними місцями для гумористичних сцен, які не вписувалися б в основну частину фільму. Більшість із них були короткими роликами, які слугували для зв’язування незавершених дій — другорядних персонажів, чиї долі не були детально описані раніше у фільмі, або сюжетні лінії, які не були повністю розгорнуті. Наприклад, усі п’ять фільмів «Пірати Карибського моря» містять такі сцени. Наполеон Динаміт має стінґер, який показує, що Кіп і ЛаФондух одружуються, сцена, яка була включена в його широкий випуск. У фільмі Перегони «Гарматне ядро» показані ляпи з фільму. Одна із зірок у цій картині, Джекі Чан, пізніше показувала аутайки під час титрів багатьох своїх фільмів, часто показуючи, як він отримує травми, виконуючи власні трюки.
Навіть коли сцени після титрів почали використовувати у фільмах із незначним комедійним розвитком, той самий формат завершення незавершених сюжетних ліній або несуттєвих персонажів залишався у використанні. Використання гумору в таких сценах також є поширеним явищем для більш серйозних фільмів, як-от у фільмі «Шибайголова», у якому Мішень показаний після поразки від Сміливця у повному акторському складі. Інші фільми уникають комедії на користь повороту або одкровення, яке було б недоречним в інших частинах фільму, як-от у сцені після титрів у фільмі «Люди Ікс: Остання битва», в якій показано, що Професор Ікс живий після свого очевидного смерть від рук Фенікса. Іншим прикладом є стінґера в кінці «Гаррі Поттер і таємна кімната», де зображено Локхарта після втрати пам’яті. Третій приклад зустрічається в «Молодому Шерлоку Голмсі»: протягом усіх титрів видно, як сани мандрують Альпами до гірської корчми; наприкінці титрів пасажирський професор Рейт (імовірно мертвий), також відомий як «Е-Тар», підписується в реєстрі як «Моріарті».
З появою попередньо запланованих франшиз фільмів, сцени після титрів були прийняті, щоб підготувати аудиторію до майбутніх продовжень, іноді доходячи до того, що включають крутий кінець, коли основний фільм здебільшого окремий. Кінематографічний випуск «Матриці: Перезавантаження» продемонстрував використання стінґерів у сиквелі, показавши трейлер «Матриці: Революції».
Іншим прикладом може бути закінчення надприродного фільму жахів «Аннабель: Створення» (2017), де ми бачимо кліп після титрів, дія якого відбувається в Румунії, 1952 рік, і бачимо персонажа Валак, демона-черниці з «Закляття 2: Енфілдська справа» (2016), який ковзає до глядач, перш ніж він потемніє, дражнить спін-офф приквел «Монахиня» (2018).
Деякі фільми, зокрема «Школа року» Річарда Лінклейтера, доводять ідею сцени після титрів до межі, показуючи титри під час основної дії фільму. У цьому прикладі персонажі виконують пісню в останні хвилини фільму, а титри йдуть непомітно, доки один із героїв не заспіває рядок «фільм закінчився/але ми все ще на екрані».
Кіновсесвіт Marvel завжди використовує сцени в середині та після титрів (часто обидві), які зазвичай служать тизером для майбутнього фільму Marvel Studios. Наприклад, сцена після титрів фільму «Залізна людина 2» показує агента Щ.И.Т.а Коулсона, який знаходить великий молот на дні кратера в пустелі Нью-Мексико, таким чином готуючи до прем'єри «Тора» наступного року; у той час як послідовність після титрів «Капітан Америка: Зимовий солдат» представляє персонажів П’єтро та Ванди Максимову, які приєднуються у «Месниках: Ера Альтрона». Інший раз ці сцени в середині та після титрів служать переважно як ґеги, як, наприклад, сцена після титрів у фільмі «Месники», де команда їсть шаурму в занедбаному ресторані після кульмінаційної битви у фільмі або «Людина-павук: Повернення додому», де Капітан Америка навчає глядачів терпінню.
Титри багатьох фільмів Pixar, зокрема «Життя комах» (1998), «У пошуках Немо» (2003) і «У пошуках Дорі» (2016), містять гумористичні сцени в титрах. «Життя жука» (1998), наприклад, спародіювало тенденцію до ляпів у кінці фільмів, включивши фальшиві сцени ляпів, коли герої роблять помилки або дурняться на «зйомках» фільму. «Історія іграшок 2» (1999) і «Корпорація монстрів» (2001) наслідували цей приклад. Інші фільми Pixar, такі як «Тачки» (2006), «Історія іграшок 3» (2010) і «Думками навиворіт» (2015), містять епілог, який відтворюється під час титрів.
Незвичайне використання сцени після титрів - це виконання договірних зобов'язань. Щоб забезпечити особисті права на виробництво «Горе-творець», біографічного фільму про Томмі Візо, творці фільму були зобов’язані включити камео самого Візо. Цю сцену було знято, але віднесено до послідовності фільму після титрів.

## У відеоіграх
У відеоіграх, особливо зі складними історіями, іноді також використовуються сцени після титрів. Раннім прикладом є EarthBound, у якому Несс прокидається від стуку у вхідні двері, як і на початку гри, і знаходить молодшого брата Покі Мінча Пікі з повідомленням від його старшого брата Покі, яке вказує на те, що він втік, і попереджає Несса приходь і візьми його. Гра може містити сцену або голос за кадром після титрів, де один або кілька персонажів розмовляють, розкриваючи нову інформацію, яка дає новий погляд на попередні події, а також налаштовує частину наступної гри в серії. Оскільки титри для сучасних ігор стають довшими, додані кат-сцени, які підтримують інтерес під час титрів, стають все більш поширеними.